# 魔界 (イベント)
魔界（まかい）は、日本のライブイベント。「日本独特のアンダーグラウンドカルチャーを音楽、演劇、プロレスで表現したもの」としている。

## 概要
陰陽道をモチーフに戦国時代と四国、中国の武将たちをプロレスラーなどの人型に憑依させてリングまたは音楽によって戦うというプロレスや演劇のカテゴリーに捉われないライブイベント。
元吉本興業で先駆舎の代表である眞邊明人が2013年に大阪プロレスとのコラボレーションで行った「大阪プロレスエクスパンドショー『魔界少女拳』」が土台となっており、大阪プロレスの活動休止によって絶たれた企画をブラッシュアップして立ち上げた。2014年の第1回公演時点ではプロレスの合間に音楽ライブがあるという趣だったが回を重ねるごとに演劇要素、ダンス要素といったエンターテイメントが絡み合ったものとなっている。脚本、演出、世界観構築は眞邊明人。
プロレスラー、役者、ミュージシャンが歴史上の人物に扮してセリフをしゃべり、武器を持ちアクションをする点は演劇的であるが実際に肉体をぶつけ合い、再演がなく、一夜完結であるのに連続性を持つ点はプロレス的である。
現在はリングを使うもののロープのない状態で開演。劇中「結界縄を張る」という演出で3本のロープが張られている。

## 歴史
初年度の2014年は全く異なる世界観を持つ「美少年プロレス」と隔月で公演。閉幕後は一部世界観を共有する。なお、インターネットやテレビ放送での中継は行うがDVDなどの販売は行わない方針だという。
2016年8月、TOKYO MX 2で地上波放映されて9月よりレギュラー放送開始。
2017年2月3日、魔界の運営が新会社「株式会社MAKAIプロジェクト」として事業独立。バッファロー、吉野恵悟が先駆舎からMAKAIプロジェクトへ籍を移してTARU、AKIRA、新納刃、志田光が所属となることを発表。
2023年12月8日、約9年間続いた（物語としての）魔界は最終回をむかえた。
2024年1月26日、魔界の後継シリーズ「War of Black Empirez」が開始。

## あらすじ
魔界それは非業の死を遂げたものが集い永遠に戦い続ける場所。昭和初期に政府転覆を図った陰陽師軍団と魔界少女拳は式神を呼び出して魔界錬闘会を開催。すると秩序破壊に気づいた陰陽師と安倍晴明が降臨して五芒星軍を結成。平将門の復活を願う魔界水軍。魔界制圧をたくらむ黒魔術軍も現れて三つ巴の闘いが始まった。

## 登場人物

### 五芒星軍
安倍晴明（平安時代）とお市の方（戦国時代）による軍団。当初は霧隠才蔵（戦国時代）も所属していたが黒魔術軍に寝返る。魔界衆も原則的には五芒星軍についている。五芒星軍の目的は「魔界を守ること」。いわば寄せ集めの軍団であり、他のどの軍団よりも結束力は弱い。
安倍晴明
演 : にいみ啓介
平安時代に活躍した史上最強の陰陽師。
お市の方
演 : 木戸美歩
織田信長の妹。
鶴姫
演 : 志田光
戦国時代の悲劇の姫。越智安成と恋人であったが実は兄妹であったことが判明する。
陶隆房
演 : AKIRA
西国無双、日本一の侍大将。
前田慶次
演 : 藤田峰雄
天下の傾奇者。自由を愛する武将。
夕顔
演 : 夕顔
安倍晴明の弟子。渡辺綱の妻。
賀茂光栄
演 : 南翔太
平安時代に生まれた安倍晴明の兄弟弟子。晴明に激しいライバル心を寄せる。
村上景
演 : 真琴
村上武吉の娘。鶴姫に憧れて闘うことを夢とする。
土方歳三
演 : 大和ヒロシ
幕末に新撰組を率いた副長。時代を超えて魔界に降り立つ。

### 魔界水軍
滝夜叉率いる軍団。父であり、日本最大の怨霊と呼ばれた平将門の復活を臨む滝夜叉と、同じく将門の復活をさせ魔界を統一しようと企む藤原純友を中心として結成された。戦国時代と平安時代がバランスよく配置。また、俵藤太を除き全員が海賊であり、海を愛している。三軍の中でもっとも結束力が高く、仲間想いである。また、兵力は三軍の中で一番少ないが一騎当千の豪傑揃いである。筋が通れねば、頭領である滝夜叉の言うことも聞かない。絆で結ばれた個性派集団。
滝夜叉姫
演 : 浦えりか
平将門の娘。父の復活を願い藤原純友と手を結ぶ。
藤原純友
演 : TARU
平将門と共に朝廷に反乱を起こした荒くれ者。
俵藤太
演 : バッファロー
平安時代、平将門を討ち取った男。しかし、時を経て、そのことを悔やんでいる。
村上武吉
演 : 真霜拳號
戦国時代の海賊王。海を取り戻すため、藤原純友らと合体を決意。
九鬼嘉隆
演 : 葛西純
戦国時代、村上武吉とライバルだった男。天下を取るため魔界水軍に合流。
越智安成
演 : 新納刃
大祝家に仕える武将。鶴姫と恋人であったが実は兄妹であったことが判明する。
蘆名道三
演 : 木庭博光
九鬼嘉隆に使えるマッチョ武人。
犬塚信乃
演 : 宮原華音
里見八犬士の1人。
犬坂毛野
演 : 朝井莉名
里見八犬士の1人。

### 黒魔術軍
細川伽羅奢率いる軍団。その名の通り西欧の黒魔術がそのベースになっており、必然的に日本にキリスト教が伝来してからのヒトガタが多い。魔界が本来蓋をしている冥界（地獄）と繋がっており、その目的は魔界の破壊であり、その結果、地上に冥界を出現させ地上も破壊するというものである。軍団としては極めて統率力が強く、勢力、実力共に三軍の中では随一である。戦国時代出身者と共に忍者が多いのも特徴である。現在は指揮官である伽羅奢が冥界に赴いているため、参謀の高山右近が指揮をとっている。
高山右近
演 : 土屋大輔
織田信長に仕えたキリシタン大名。黒魔術軍師。後に参謀。
大祝安房
演 : 佐藤悠己
大祝家陣代。鶴姫の兄とされるが血はつながっていない。
梵蛇眉
演 : 青山ほこ
黒魔術軍偵察隊の1人。
名古屋山三郎
演 : 朱崇花
戦国時代3大美少年。
一丈青
演 : 朱崇花
長谷川美子。
霧隠才蔵
演 : 朱里
真田幸村に仕えたくノ一。真田十勇士の1人。
真田大助
演 : 三富政行
真田幸村の長男。真田十勇士の1人。
朝比奈義秀
演 : 石川修司
無双の怪力を持つ男。
服部半蔵
演 : 佐々木貴
徳川家康に仕えた忍者。
百地三太夫
演 : 菊タロー
服部半蔵と行動を共にする伊賀忍者。
冷泉隆豊
演 : 宮本裕向
大内家に仕えた軍師。
鬼目
演 : NOV
佐々木小次郎
演 : 小林信一
ドラクル
演 : TERU（VESAILES&JUPITER）
ヴァージニア
演 : SAKI（Mary's Blood）
梵天丸
演 : 福増綾香
二丁拳銃の使い手。
カミーラ
演 : 木瀬ちひろ
望月千代女
演 : 紫雷美央

#### 冥界
ガラシャ（伽羅奢）
演 : 虎南有香
明智光秀の娘。関ヶ原の戦いで自害したが魔界で復活。黒魔術軍総帥。
ルイス・フロイス
演 : レディビアード
戦国時代の宣教師。長崎で死亡したはずだが魔界で復活を果たす。
ペルセフォネ
演 : 月城ひまり
冥界軍 第三帝国国王の長女であり、最強第三師団の師団長。ASHの義理の姉。魔界に対して異常なまでの関心を寄せる。

### 魔界少女拳
悪路王
演 : 薊諒
魔界少女拳のリーダー格。平家の血をひく。
神楽坂十万喜
演 : 古川九一
昭和初期の豪商であり陰陽師。その正体は大内義隆。
錬武官
演 : 吉野恵悟
魔界の戦いを裁く男。その正体は三好義継。

### その他
あさぎ
演 : 小田彩美
渡辺綱
演 : 田中稔
風魔小太郎
演 : 木高イサミ
鬼一法眼
演 : ISAO
壱与
演 : シギ
宮本伊織
演 : 田崎慎也
崇徳上皇
演 : 河合龍之介
日本三大怨霊の1人。
妖
演 : Nash

### 魔界衆
魔界の住人。元々は非業の死を遂げた歴史上の人物であるが、霊力が弱く「ヒトガタ」になることができず、生前の姿も維持できず「妖怪化」している。また、魔界に紛れ込んだ一般人（観客）を守る役目も担っている。
鬼道丸
演 : 望月彩
魔界のマスコット存在の陰陽師。
河童
演 : 宇都宮快人
お菊
演 : マユ・ソフィア
1枚足りない皿を探している美女。
ろくろ
演 : 本田恭子
首が伸びるらしい着物姿の美女。
児雷也
演 : タンク永井
鬼道丸の兄。
マリコ・イグレシアス
演 : 原田麻里子
平成時代に生きる人間。

## 公演タイトル

### 本編
- 魔界黎明期
  - 第1回 魔界錬闘会〜魔界降臨〜（2014年4月22日）
  - 第2回 魔界錬闘会〜魔界騒乱〜（2014年5月27日）
  - 第3回 魔界錬闘会〜魔界撩乱〜（2014年6月27日）
  - 第4回 魔界錬闘会〜魔界凶乱〜（2014年7月25日）
  - 第5回 魔界錬闘会〜魔界妖乱〜（2014年8月29日）
  - 第6回 魔界錬闘会〜魔界転生〜（2014年9月26日）
  - 第7回 魔界錬闘会〜魔界開戦〜（2014年10月24日）
  - 第8回 魔界錬闘会〜魔界転戦〜（2014年11月28日）
  - 第9回 魔界錬闘会〜魔界輪廻〜（2015年1月31日）
  - 第10回 魔界錬闘会〜魔界謀略〜（2015年2月27日）
  - 第11回 魔界錬闘会〜魔界蓋世〜（2015年3月20日）
  - 第12回 魔界錬闘会〜魔界三計〜（2015年4月24日）
  - 第13回 魔界錬闘会〜魔界再臨〜（2015年5月28日）
  - 第14回 魔界錬闘会〜魔界果敢〜（2015年6月26日）
  - 第15回 魔界〜魔界業火〜（2015年7月24日）
- 魔界過渡期
  - 第16回 魔界〜魔界哀歌〜（2015年8月21日）
  - 第17回 魔界〜魔界慚愧〜（2015年9月25日）
  - 第18回 魔界〜魔界相剋〜（2015年10月23日）
  - 第19回 魔界〜魔界忍法帖〜（2015年11月13日）
  - 第20回 魔界〜魔界絶命〜（2015年12月11日）
  - 第21回 魔界〜魔界無情〜（2016年1月15日）
  - 第22回 魔界〜魔界が来たりて友が哭く〜（2016年2月19日）
  - 第23回 魔界〜魔界が来たりて愛に哭く〜（2016年3月18日）
  - 第24回 魔界〜魔界が来たりて音に咽ぶ〜（2016年4月28日）
  - 第25回 魔界〜魔界が来たりて哀を謳う〜（2016年5月13日）
  - 第26回 魔界〜魔界が来たりて雨を喚ぶ〜（2016年6月17日）
  - 第27回 魔界〜魔界が来たりて滅却す〜（2016年7月22日）
  - 第28回 魔界〜魔界が来たりて黄泉に逝く〜（2016年9月7日）
  - 第29回 魔界〜魔界が来たりて謀略せしむ〜（2016年10月14日）
  - 第30回 魔界〜鉄陣の巻〜（2016年11月18日）
- 冥界開扉
  - 第31回 魔界〜炎陣の巻〜（2016年12月16日）
  - 第32回 魔界〜雪陣の巻〜（2017年2月2日）
  - 第33回 魔界〜髭切丸、風を斬る〜（2017年3月17日）
  - 第34回 魔界〜三軍激突して六道嗤う〜（2017年4月14日）
  - 第35回 魔界〜大三島の別れ〜（2017年5月19日）
  - 第36回 魔界〜能島の雨に英雄散る〜（2017年6月16日）
  - 第37回 魔界〜武を継ぐ者〜（2017年7月14日）
  - 第38回 魔界〜BLACK MAGIC ORCHESTRA〜（2017年8月10日）
  - 第39回 魔界〜星と海の反撃〜（2017年9月8日）
  - 第40回 魔界〜召喚と再生デッドオアアライブ〜（2017年10月11日）
  - 第41回 魔界〜剣と闇の行方ソードアンドダークネス〜（2017年11月16日）
  - 第42回 魔界〜慟哭クライング〜（2017年12月8日）
  - 第43回 魔界〜魂はかく儚くオーディナリーソウル〜（2018年1月19日）
  - 第44回 魔界〜復活と野望リバイバルアンドビジョン〜（2018年2月16日）
  - 第45回 魔界〜罪イズイットクライム〜（2018年3月16日）
- 群雄割拠
  - 第46回 魔界〜冥界進撃ヘルズライジング〜（2018年4月13日）
  - 第47回 魔界〜泰山鳴動サンダーランブリング〜（2018年5月18日）
  - 第48回 魔界〜愛の旅ジャーニーオブラブ〜（2018年6月15日）
  - 第49回 魔界〜鬼哭クライオブデーモンズ〜（2018年7月20日）
  - 第50回 魔界〜Re:降臨カムダウンアゲイン〜（2018年8月24日）
  - 第51回 魔界〜夢幻ドリームウォリアーズ〜（2018年9月21日）
  - 第52回 魔界〜聲ヴォイシーズ〜（2018年10月19日）
  - 第53回 魔界〜絶望チェンジザ・ワールド〜（2018年11月22日）
  - 第54回 魔界〜虹レインボーインザダーク〜（2018年12月21日）
  - 第55回 魔界〜贖罪Penance〜（2019年1月18日）
  - 第56回 魔界〜免罪Pardon〜（2019年2月15日）
  - 第57回 魔界〜原罪Original Sin〜（2019年3月15日）
  - 第58回 魔界〜貪欲Greed〜（2019年4月19日）
  - 第59回 魔界〜誇りPride〜（2019年5月17日）
  - 第60回 魔界〜嫉妬Envy〜（2019年6月21日）
- 冥界進撃
  - 第61回 魔界〜怒りWrath〜（2019年7月19日）
  - 第62回 魔界〜怠惰Sloth〜（2019年8月16日）
  - 第63回 魔界〜貪食Gluttony〜（2019年9月20日）
  - 第64回 魔界〜色欲Lust〜（2019年10月18日）
  - 第65回 魔界〜悲嘆Grief〜（2019年11月15日）
  - 第66回 魔界〜闇Darkness〜（2019年12月20日）
  - 第67回 魔界〜紫の炎Burn〜（2020年2月13日）
  - 第68回 魔界〜天国への階段Stairway to Heven〜（2020年3月27日）
  - 第69回 魔界〜BLACK NIGHT〜（2022年5月13日）
    - 当初、第69回が「魔界〜嵐の使者Stormbringer〜」（2020年4月24日）として予定されていたが、新型コロナウィルスの流行の影響で、以降の開催を一時的に見合わせていた。開催再開によりサブタイトルが変更になっている。

  - 第70回 魔界〜FIRE BALL〜（2022年7月15日）
  - 第71回 魔界〜Stormbringer〜（2022年9月15日）
- 冥界死闘編
  - 第72回 魔界〜SOLDIER OF FORTUNE〜（2022年12月1日）
- 冥界激闘編
  - 第73回 魔界〜DISSILLUSION〜（2023年1月26日）
  - 第74回 魔界〜SHADOWS OF WAR〜（2023年3月16日）
  - 第75回 魔界〜LIGHTNING STRIKES〜（2023年5月11日）
  - 第76回 魔界〜BLACK WIDOW〜（2023年7月21日）
  - 第77回 魔界〜EVIL ECSTASY〜（2023年9月22日）

### 派生
- 魔界 真田疾風録〜秋の陣〜（2019年11月25日）
- 魔界neo文庫シリーズ
  - 魔界NEO文庫シリーズ第1弾 Friends（2020年8月29日）
  - 魔界NEO文庫シリーズ第2弾 Bloods（2020年8月30日）
  - 魔界NEO文庫シリーズ第3弾 Souls（2020年8月30日）
- MAKAI GENESIS
  - MAKAI Presents GENESIS〜Delete〜（2021年10月21日）
  - MAKAI Presents GENESIS〜ReBOOT〜（2022年2月4日）
- 魔界特別公演 THE MAKAI 〜煉獄無双〜（2023年12月8日）[8]

## MAKAI未来編「iZANAGI」
2017年にスタートしたスピンオフタイトル。「スーパーエンタテイメントプロレス」と銘打ち近未来（西暦2500年の東京）をベースにしたアクションアクト。眞邉明人が原案を担当するが、アイディアは出演メンバーそれぞれが出し合っている。

### 登場人物
Y0001
演 : 志田光
政府軍に属する女性アンドロイド。
ZABI
演 : タイラーホープ
2500年の世界を統括するメインコンピューター。「セイメイ」という科学者が生み出した。
SWORD
演 : 田中将斗
政府軍の最強戦闘アンドロイド。
X1111
演 : AKIRA
演 : 革命軍のリーダー。先代SWORD。
X1568
演 : TARU
政府軍秘密警察の元署長。政府軍の中枢にいたが、X1301に敗れて公開処刑を宣告される。
4098
演 : 新納刃
演 : 革命軍。X1111とは兄弟のような間柄。
X1301
演 : バッファロー
演 : 政府軍。戦闘アンドロイドのニュータイプとして開発されたがバグが多く、1度は廃棄処分が決定されていた。
RATER
演 : 吉野恵悟
政府軍のアンドロイド評価官。アンドロイドの能力を見極め管理をするいわゆるレフェリー。バージョンアップ、廃棄なと一連の業務を担当する。
謎のモンスター
演 : ハートリー・ジャクソン
レインフロイス
演 : レディビアード

### 特地解放機構
「信長の野望201X」とのコラボレーションキャラクター。それぞれ過去からタイムワープしてやってきた。
芦上まつり
演 : 比嘉セリーナ
里見義堯
演 : 新井健一郎
石動理事
演 : 渡猛

### 魔界からの出演
鬼道丸
演 : 望月彩
梵蛇眉
演 : 青山ほこ

## テレビ版製作スタッフ
- ナレーター : 鬼道丸（望月彩）、木戸美歩
- ナビゲーター : 神谷えりな[11]
- プロデューサー : 森脇達哉
- プロデューサー、演出 : 眞邊明人
- ディレクター、編集 : 桑原和延
- マーケティングオートメーション : サルミックス
- 制作著作 : プロフィールズ